# Shay Ben David
Shay Ben David (Tel Aviv, 19 de julio de 1997) es un futbolista israelí que juega de lateral izquierdo en el San Fernando C. D. de la Segunda División B.

## Carrera deportiva
Ben David comenzó su carrera deportiva en el Maccabi Haifa en 2016 de la Ligat ha'Al, marchándose cedido en 2018 al Hapoel Ashkelon.
Durante la temporada 2018-19 estuvo cedido en el Hapoel Afula F.C., y en 2020 volvió a salir cedido, en esta ocasión al Trapani Calcio de la Serie B.
Para la temporada 2020-21 se marchó cedido al San Fernando C. D. de la Segunda División B.

## Carrera internacional
Ben David fue internacional sub-16, sub-17, sub-19 y sub-21 con la selección de fútbol de Israel.

## Clubes
| Club                        | País   | Año         |
| --------------------------- | ------ | ----------- |
| Maccabi Haifa               | Israel | 2016 - Act. |
| Hapoel Ashkelon (cedido)    | Israel | 2018        |
| Hapoel Afula (cedido)       | Israel | 2018 - 2019 |
| Trapani Calcio (cedido)     | Italia | 2020        |
| San Fernando C. D. (cedido) | España | 2020 - Act. |